# Воронья (приток Еголъяха)
Воронья — река в России, протекает по Каргасокскому району Томской области. Устье реки находится в 137 км по левому берегу реки Еголъях. Длина реки составляет 26 км.

## Данные водного реестра
По данным государственного водного реестра России относится к Верхнеобскому бассейновому округу, водохозяйственный участок реки — Васюган, речной подбассейн реки — Васюган. Речной бассейн реки — (Верхняя) Обь до впадения Иртыша.